# ROX Desktop
Pour les articles homonymes, voir ROX.
ROX Desktop est un environnement de bureau qui tente de dupliquer l'interface utilisateur de RISC OS sur UNIX. ROX sont les initiales de "RISC OS on X". C'est un logiciel libre distribué selon les termes de la licence GNU GPL.
Il est basé sur ROX-Filer un gestionnaire de fichiers pour POSIX (GNU/Linux, *BSD, UNIX divers, ...), également sous licence GNU GPL.

## Principes
Les fichiers informatiques sont chargés par des glisser-déposer du gestionnaire de fichier vers une application. Ils sont enregistrés par un glisser-déposer dans le sens inverse.
Les applications sont considérées comme des répertoires exécutables, elles peuvent donc être copiées (installées), supprimées (désinstallées) et parcourues (exécutées).